# 20643 Angelicaliu
20643 Angelicaliu este un asteroid din centura principală de asteroizi.

## Descriere
20643 Angelicaliu este un asteroid din centura principală de asteroizi. A fost descoperit pe 7 octombrie 1999 la Socorro, New Mexico, în cadrul proiectului LINEAR. Asteroidul prezintă o orbită caracterizată de o semiaxă mare de 2,43 ua, o excentricitate de 0,13 și o înclinație de 2,2° în raport cu ecliptica.